# 萨博·玛格达

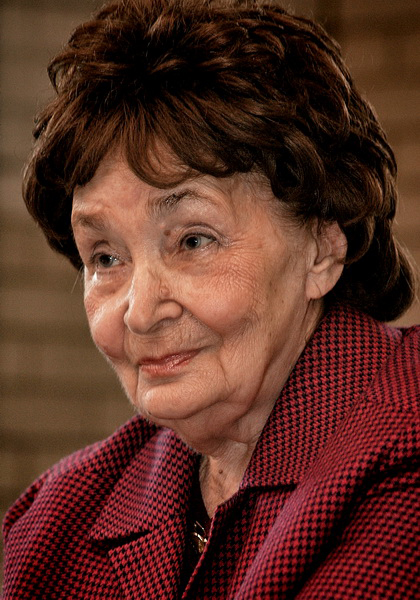
萨博·玛格达

萨博·玛格达（Magda Szabó，1917年10月5日– 2007年11月19日）是一位匈牙利小说家。 1943年和1944年期間，她霍德梅泽瓦沙海伊一個加爾文主義女子文理中学任教。她的丈夫也是一位作家兼翻译家。 